# کارل کولر (چشم‌پزشک)
کارل کولر (آلمانی: Karl Koller؛ ‏ ۳ دسامبر ۱۸۵۷ – ۲۱ مارس ۱۹۴۴) چشم‌پزشک اهل اتریش بود.
او کارش را به عنوان یک جراح در «بیمارستان عمومی وین» شروع کرد و در آنجا همکار زیگموند فروید بود. کارل کولر نخستین کسی بود که از کوکائین به‌عنوان بی‌حس‌کننده موضعی در جراحی چشم استفاده کرد.